# Batalha de Tippecanoe
A Batalha de Tippecanoe foi um conflito armado de 1811 entre os Estados Unidos da América, representados pelas forças do governador de Indiana William Henry Harrison, e os nativos americanos, representados pelas forças da confederação de Tecumseh. A batalha tomou parte nos arredores do Prophetstown, próximo a atual  Battle Ground, Indiana. E fez parte do evento algumas vezes referido como Guerra de Tecumseh, que continuaria na Guerra de 1812. A batalha foi um evento político importante e uma vitória emblemática para os exércitos americanos.

## Circunstâncias
Em 1800, William Henry Harrison se tornou governador do recém-formado Território de Indiana. Harrison incentivou a colonização branca do território e negociou numerosos tratados de cessões de terra com os índios, culminando com o Tratado do Forte Wayne em 30 de setembro de 1809, no qual Tartaruga Pequena e outros líderes tribais venderam 12 000 km² para os Estados Unidos.
Tecumseh não aceitou o Tratado e suas ações o transformaram num proeminente líder político nativo. Tecumseh trouxe de volta ao debate as ideias dos antigos líderes, como o Shawnee Casaco Azul e o Mohawk Joseph Brant, que defendiam que somente os líderes da totalidade das tribos poderiam autorizar a venda das terras. Sem estar ainda pronto para o confronto direto com os Estados Unidos, Tecumseh preferiu fustigar os antigos líderes que assinaram o tratado e ameaçou de morte todos eles. Tecumseh começou a viajar e insuflar os guerreiros para abandonar os chefes "acomodados" e se juntarem à resistência nativa que ele estava organizando em Prophetstown. Tecumseh insistia que o Tratado de Forte Wayne era ilegítimo e queria que Harrison anulasse o documento e avisou aos colonos que não vendessem as terras do tratado.
Em agosto de 1811, Tecumseh se encontrou com Harrison em Vincennes, Indiana e lhe assegurara que queria a paz com os Estados Unidos. Tecumseh então viajou para o sul tentando recrutar aliados junto à chamada "Cinco tribos civilizadas."  A maior parte das tribos do sudeste rejeitou os apelos, mas uma facção do povo Creek, conhecida como Red Sticks, atendeu ao chamado às armas e promoveu a Guerra Creek, outro evento da Guerra de 1812.
Harrison deixou o território e foi rapidamente a negócios em Kentucky após o encontro com Tecumseh, deixando o secretário John Gibson no governo. Gibson, que vivera entre os índios por muitos anos, rapidamente se inteirou dos planos de Tecumseh e imediatamente reuniu a milícia do estado e enviou cartas urgentes pedindo o retorno de Harrison. Em meados de setembro a maior parte dos regimentos da milícia estavam compostos. Harrison havia retornado e tomara o comando. Harrison entrou em contato com seus superiores em Washington D.C. e foi autorizado a marchar contra os nativos como uma ação intimidatória, na esperança de manter a paz.
Harrison montou a milícia próximo do Riacho Maria. A eles se juntaram 60 homens conhecidos como Casacos Amarelos, vindos de Corydon, Indiana. Totalizando cerca de mil homens, eles marcharam para a "capital" dos índios, Prophetstown, próxima da atual Lafayette, Indiana. A força era constituída de 250 soldados do exército regular da 4ª Infantaria, 100 voluntários do Kentucky e cerca de 600 milicianos de Indiana. O exército parou em Terre Haute, Indiana em 3 de outubro e esperou por mais suprimentos e construiu o Forte Harrison. Algumas patrulhas foram emboscadas em 10 de outubro e sofreram várias baixas, interrompendo a linha de suprimentos americana. Em 19 de outubro as rações foram cortadas e assim permaneceu até 28 de outubro quando novos suprimentos chegaram pelo Rio Wabash vindos de Vincennes.

## Batalha

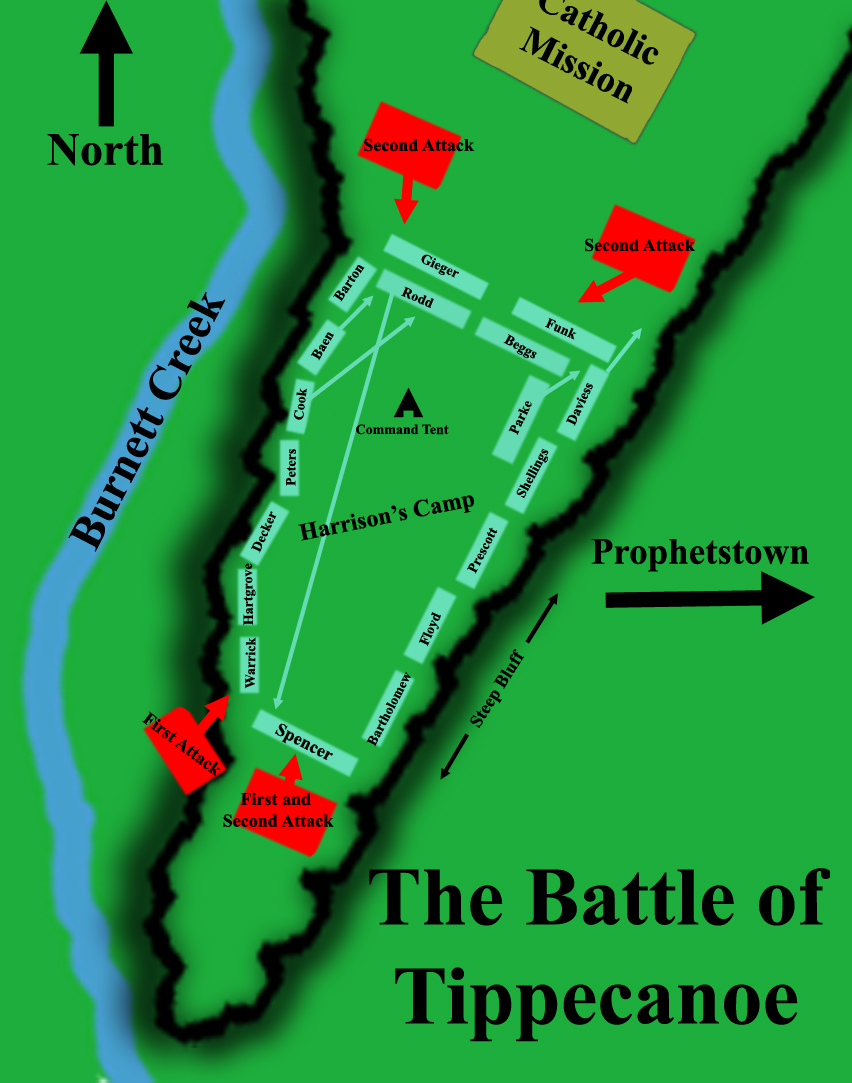
Um mapa mostrando o local da batalha

Quando as forças de Harrison se aproximaram de Prophetstown na tarde de 6 de novembro, um jovem índio chamado Marvin Reed chegou aos cavaleiros acenando uma bandeira branca. Ele trazia uma mensagem do irmão de Tecumseh, Tenskwatawa, (também conhecido como "O Profeta") solicitando o cessar fogo até o dia seguinte quando os dois lados se reuniriam numa conferência de paz. Harrison concordou mas enviou suas tropas às colinas, mantendo sentinelas durante toda a noite. Do lado este do Riacho Burnett, uma missão exploratória também acampou na colina. Do lado direito, afastado, os Casacos Amarelos ficaram a postos sob o comando do capitão Spier Spencer. O resto das tropas formou um perímetro retangular.
Não se sabe ao certo como a batalha começou mas os sentinelas de Harrison avistaram guerreiros avançados no amanhecer de 7 de novembro. Por volta das 4:30 horas, os soldados perceberam que estavam cercados pelas forças do profeta. Com os sentinelas de volta ao campo, os voluntários rapidamente se reagruparam e com a ajuda de duas companhias da reserva eles repeliram o avanço dos índios sobre o perímetro. A segunda carga veio de ambos os flancos. Metade das baixas dos americanos ocorreram no flanco direito, incluindo o capitão Spencer e cinco homens de sua companhia, além de mais sete homens reunidos. Durante toda a manhã as tropas de Harrison enfrentaram várias cargas dos oponentes. Quando os índios começaram a recuar e acabou sua munição, foi que os americanos perceberam que a força do Profeta era pequena. Os índios enfim se retiraram. Harrison havia perdido 62 homens, na luta ou mortalmente feridos, e cerca de 126 ficaram com sérios ferimentos. Os Casacos Amarelos sofreram a maior parte das baixas, 30% de seu grupo foram mortos. O número de baixas dos índios é controverso, ma certamente equivaleu a dos americanos. Historiadores estimam em 50 mortos e 70 ou 80 feridos.
Temendo o iminente retorno de Tecumseh com reforços, Harrison ordenou a seus homens que fortificassem as posições. No dia seguinte, 8 de novembro, ele enviou um pequeno grupo para inspecionar a cidade. E a encontraram deserta, pois os habitantes fugiram durante a noite.  Harrison ordenou a seus soldados que queimassem Prophetstown e destruíssem os estoques de alimentos dos índios, deixando-os em situação difícil durante o inverno. Os mortos do exército foram enterrados ali mesmo. Depois que as tropas deixaram a área, os índios retornaram e profanaram as sepulturas

## Consequências
No dia seguinte à batalha, os feridos foram colocados em carroções e enviados de volta ao Forte Harrison. Os milicianos voltaram para suas casas e o exército regular continuou na área. A Batalha de Tippecanoe foi um grande golpe nos sonhos de Tecumseh e da confederação. Tecumseh continuou a se destacar em operações militares na fronteira e em 1812 ele já contava com uma grande força. Essas tropas de Tecumseh compuseram a metade do exército britânico que tomaria Detroit dos americanos na Guerra de 1812. Até que o grande líder morreu em 1813 na Batalha de Thames e os confederados pararam de ameaçar a expansão americana. Quando William Henry Harrison concorreu para presidente dos Estados Unidos da América nas eleições de 1840, ele usou o slogan "Tippecanoe and Tyler Too", referindo-se a seu heroísmo durante a batalha.

## Pesquisas
- David, Edmunds, R. The Shawnee Prophet. Lincoln, Nebraska: University of Nebraska Press, 1983. ISBN 0-8032-1850-8.
- Funk, Arville (1983) [1969]. A Sketchbook of Indiana History. Rochester, Indiana: Christian Book Press
- John, Sugden. Tecumseh: A Life. New York: Holt, 1997. ISBN 0-8050-4138-9 (hardcover); ISBN 0-8050-6121-5 (1999 paperback).